# 闪烁体探测器

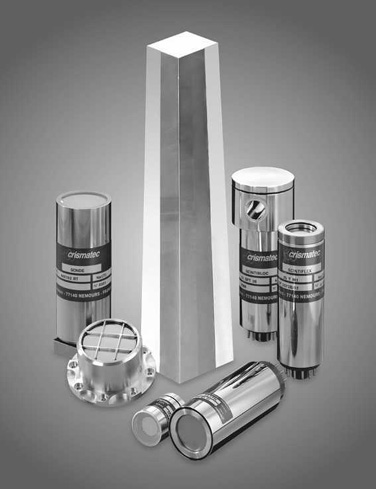
法国圣戈班（Saint-Gobain）公司生产的闪烁体及探测器元件

闪烁体探测器（scintillation detector）是用电离辐射在闪烁体（英語：scintillator）中产生的闪光来探测，也是目前应用最多、最广泛的电离辐射探测器之一。辐射引起物质发光的现象很早就被人们所关注和利用：早在1903年，威廉·克鲁克斯就发明了由硫化锌荧光材料制成的闪烁镜并用其观察镭衰变放出的辐射；卢瑟福在其著名的卢瑟福散射实验中也曾使用硫化锌荧光屏观测α粒子。不过，由于传统荧光材料在使用上很不方便，闪烁探测器一直没有大的进展。1947年Coltman和Marshall成功利用光电倍增管测量了辐射在闪烁体内产生的微弱荧光光子，这标志着现代闪烁体计数器（scintillation counter）的发端。之后随着光电倍增的应用和相关技术的进步，闪烁体探测器得到了非常迅速的发展，各种新型闪烁体材料层出不穷。由于具有計數效率高、分辨时间短、使用方便、适用性广等特点，闪烁体探测器在某些方面的应用已超过气体离子化探测器，并有研究γ射线谱的功能。

## 工作原理

闪烁体计数器工作原理

闪烁体计数器的工作原理如下：入射辐射在闪烁体内损耗并沉积能量，引起闪烁体中原子（或离子、分子）的电离激发，之后受激粒子退激放出波长接近于可见光的闪烁光子。闪烁光子通过光导射入光电倍增管的光阴极并打出光电子，光电子受打拿極之间强电场的作用加速运动并轰击下一打拿極，打出更多电子，由此实现电子的倍增，直到最终到达阳极并在输出回路中产生信号。
测量α射线一般使用一大块硫酸锌闪烁体薄片“窗口”，测量β射线则一般是使用塑料闪烁体薄片“窗口”。X和γ射线穿透力强，不需要使用窗口形状的设计，一般使用块状的闪烁体晶体。

## 闪烁体

### 闪烁体的分类
闪烁体材料大致可分为以下三类：

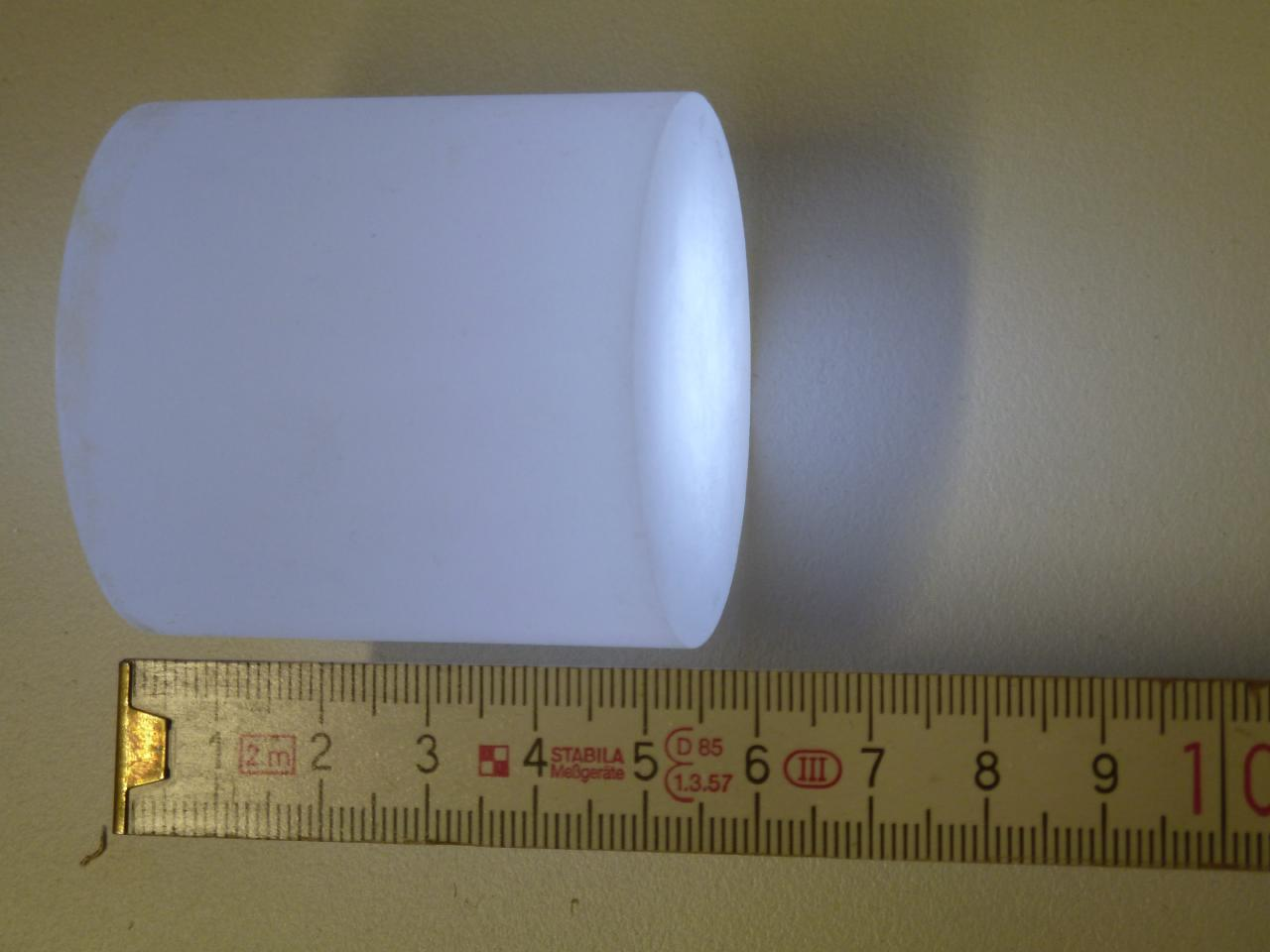
用于γ射线探测的CsI(Tl)晶体

- 无机闪烁体：包括碱金属卤化物晶体（如NaI(Tl)、CsI(Tl)等，其中Tl是激活剂）、其他无机晶体（如CdWO
4、BGO等）、玻璃体
- 有机闪烁体：有机晶体（如蒽、芪等）、有机液体、塑料闪烁体
- 气体闪烁体：如氩、氙等

### 闪烁体的性质
用于辐射探测的理想闪烁体应具有以下性质：
- 发光效率高：能够将入射带电粒子的动能尽可能多地转换为闪烁光子数
- 线性好：入射带电粒子损耗的能量在很大范围内与产生闪烁光子数保持线性关系
- 发射光谱与吸收光谱不重叠：闪烁体介质对自身发射光是透明的，不存在自吸收
- 发光衰减时间短：入射粒子产生闪光的持续时间短，探测器反应快
- 其它性质：加工性能好、折射率合适、原料易得且无毒、成本低廉等

一般而言，无机闪烁体的光子产额高、线性好，但发光衰减时间较长；有机闪烁体发光衰减时间短，但光子产额较低。

### 闪烁体的发光机理
不同闪烁体在电离辐射作用下发光的物理机制有很大区别：
- 无机闪烁体：这类闪烁体的发光机制以掺杂激活剂的碱金属卤化物晶体最为典型。在此类晶体中各原子呈周期性排列，在原子核电场的作用下，原本属于单个原子的核外电子可以以在相邻原子间转移，这样的电子不再固定从属于某个原子，而是从属于整个晶体，这种现象称为晶体中电子的共有化。原先孤立原子中的能级也相互交错重叠形成晶体能带，这些能带又可分为价带与导带，二者之间存在一定宽度的禁带。当电离辐射进入晶体中，原先处于价带的电子受激发跃迁至导带，之后经过一段时间（典型值为10-7秒左右），电子又退激回到价带，在此过程中会释放出光子，光子能量等于电子前后所处能带能量之差。一般情况下，禁带较宽，因此跃迁释放光子的能量较高，超出可见光范围。如果在晶体中掺入Tl等杂质（激活剂），则可以在原先的禁带中产生一些局部能级，这样电子再受激和退激时就可能会落到这些局部能级，相应的能量差也比原来要小，因此退激放出的光子能量比原先要低，即落在可见光范围内。
- 有机闪烁体：有机闪烁体大多属于苯环结构的芳香族化合物，其发光过程中主要通过π电子的跃迁实现。
- 气体闪烁体：气体分子受电离辐射激发，退激时释放光子。气体闪烁体放出的光子大多属于紫外光波段，因此需要使用专门针对紫外光的光电元件，或者在工作气体中掺入少量杂质气体（如氮气）通过吸收部分紫外光子来产生可见光光子。

## γ射线谱

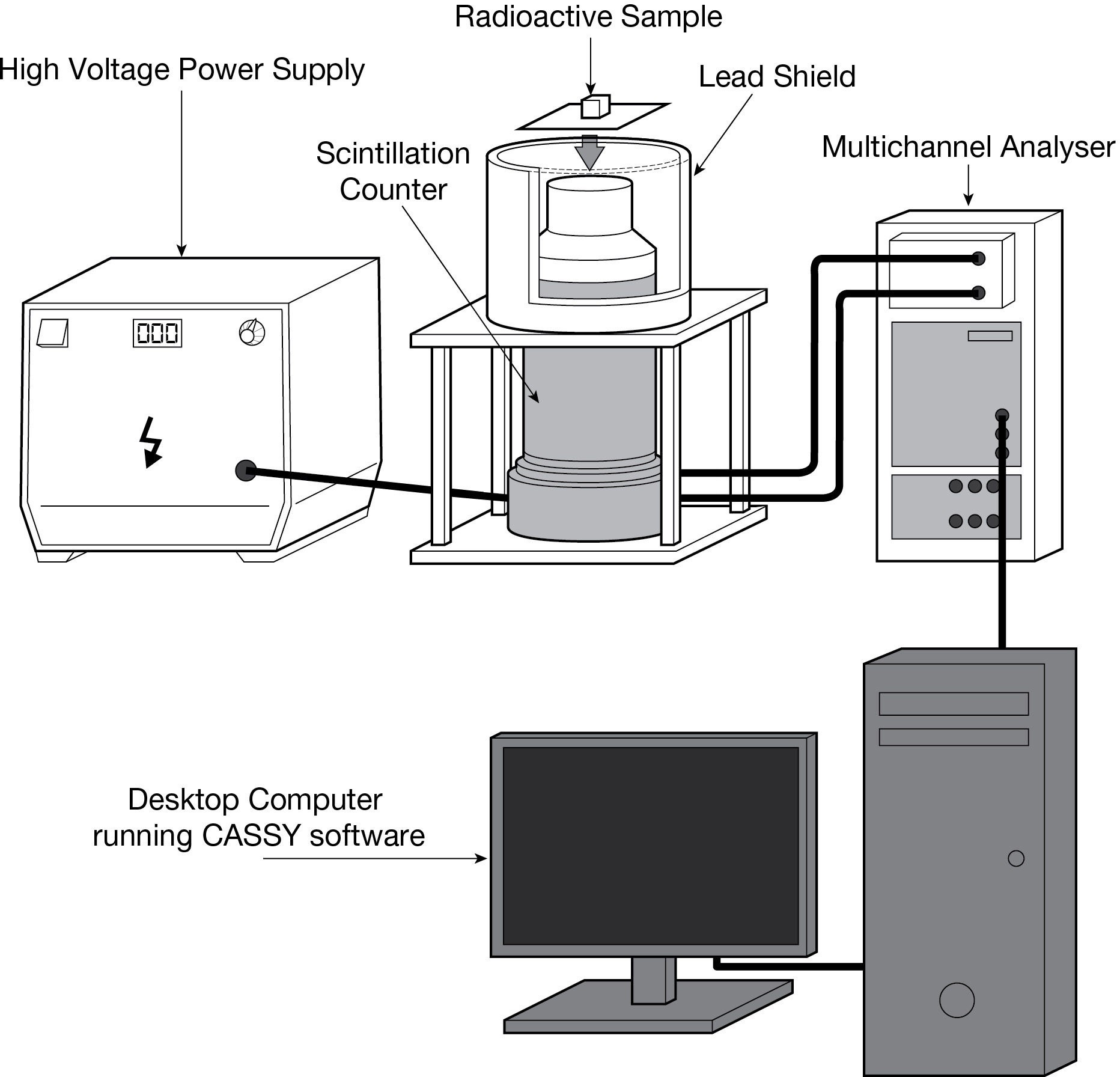
使用闪烁体计数器测量gamma射线谱；探测器将脉冲信号发送给多频道分析器。

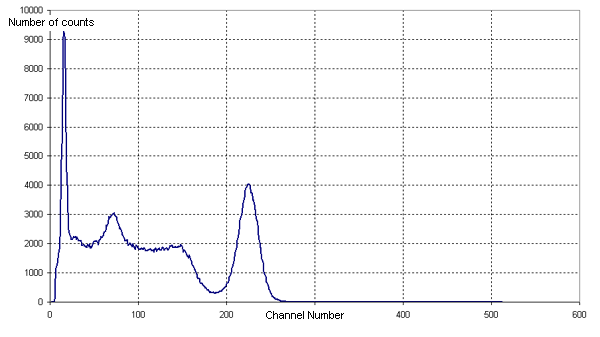
使用 NaI(Tl) 闪烁体测得的铯137γ射线谱。闪烁体射线谱的能量分辨率有限，因此将衰变产生的恒定能量射线显示成了模糊的宽峰

在检测X和γ射线时，闪烁体的功能是将一个高能量光子转换为多个低能量光子。闪烁体产生的光子数量对于入射能量（电子伏特）几乎成正比，因此可以通过测量光电倍增后的亮度来推测原有射线的能量。通过辨认射线能量，可以推知样品含有的放射性元素。